# Jantje Friese

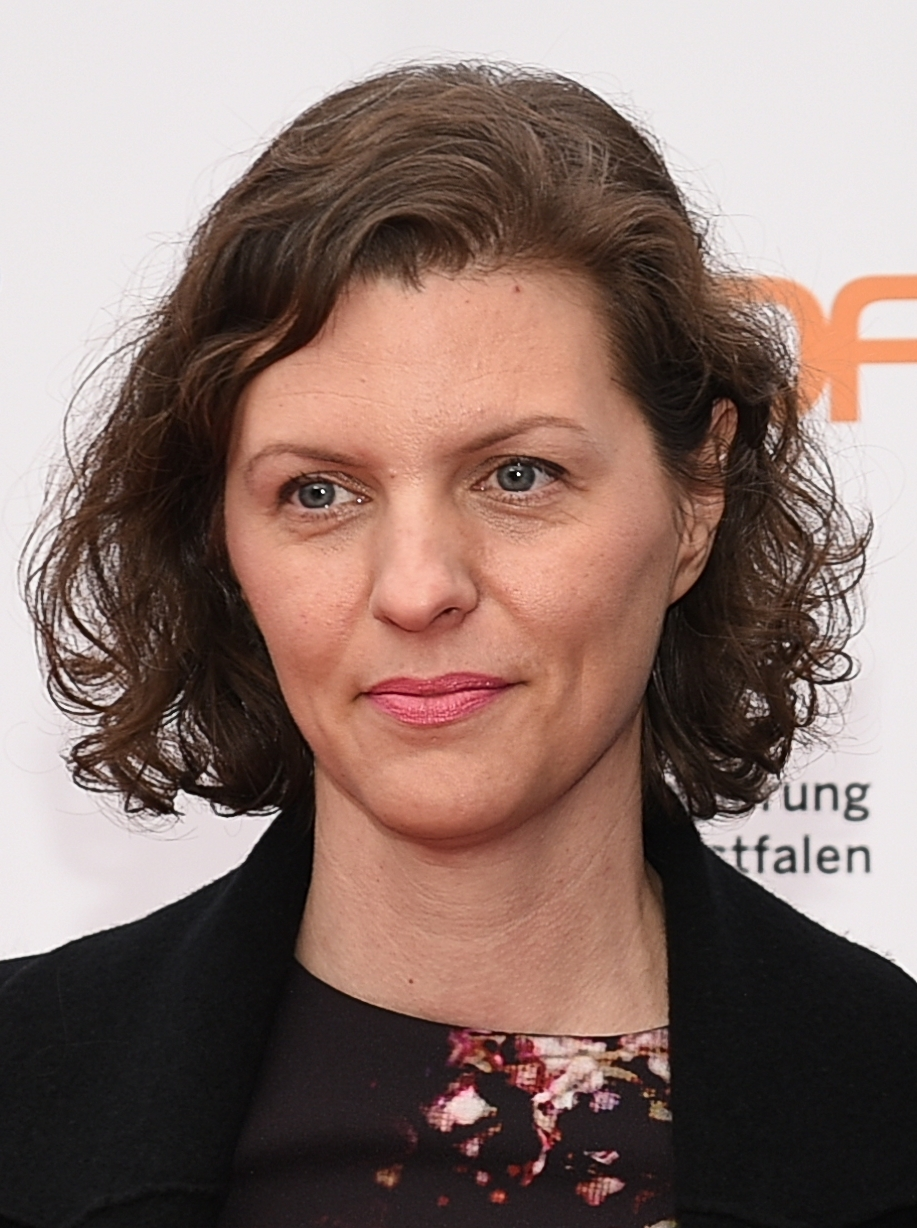
Jantje Friese bei der Verleihung des Grimme-Preises 2018

Jantje Friese (* 1977 in Marburg) ist eine deutsche Filmproduzentin und Drehbuchautorin.

## Leben
Jantje Friese studierte Produktion und Medienwirtschaft an der Hochschule für Fernsehen und Film München. Nach ihrem Abschluss war sie zunächst als Produzentin für die Made in Munich Filmproduktion und die Neue Sentimental Film Berlin tätig. 2010 war sie Produzentin des Langfilmdebüts Das letzte Schweigen ihres Lebenspartners Baran bo Odar.
Gemeinsam mit Baran bo Odar schrieb sie das Drehbuch zu Who Am I – Kein System ist sicher (2014), das von Odar verfilmt wurde. Ihr Drehbuch wurde für den Deutschen Filmpreis 2015 nominiert. Durch den Film wurde Netflix auf Friese und Odar aufmerksam und bot beiden an, aus dem Film eine Serie zu machen. Stattdessen entwickelten Friese und Odar gemeinsam die erste deutsche Netflix-Serie Dark, deren erste Staffel am 1. Dezember 2017 Premiere feierte. Am 20. Dezember 2017 gab Netflix bekannt, die Serie um eine zweite Staffel zu verlängern. Die dritte Staffel wurde im Juni 2020 veröffentlicht.
Friese hat gemeinsam mit Baran bo Odar eine Tochter.

## Filmografie (Auswahl)
- 2010: Das letzte Schweigen
- 2014: Who Am I – Kein System ist sicher
- 2017–2020: Dark (Fernsehserie)
- 2022: 1899 (Fernsehserie)